# Freema Agyeman
Pour les articles homonymes, voir Agyeman.
Freema Agyeman, née le 20 mars 1979 à Londres, est une actrice britannique. 
Elle devint célèbre en jouant le personnage de Martha Jones dans les séries de science-fiction britannique Doctor Who et Torchwood, puis le Dr Helen Sharpe dans la série New Amsterdam. Elle joue aussi dans les séries Londres, police judiciaire, The Carrie Diaries et Sense8.

## Biographie

### Enfance et formation
Freema Agyeman est née d'un père ghanéen et d'une mère kurde de l'est qui divorcèrent lorsqu'elle était enfant. Elle a une sœur ainée Leila et un jeune frère Dominic. Elle est de confession catholique, alors que son père est méthodiste et sa mère musulmane.
Le tatouage qu'elle porte sur le bras représente ses origines : il s'agit du mot arabe raha, signifiant « repos, bien être », surmonté d'un papillon.[réf. souhaitée]
Elle soutient Divine Chocolate, une entreprise de commerce équitable qui travaille avec des cultivateurs de cacao ghanéens.

### Carrière
Agyeman a auditionné pour trois rôles dans la série Doctor Who en 2005. Elle a auditionné pour le rôle de Sally Jacobs dans L'Invasion de Noël, mais le rôle est allé à Anita Briem, qui correspondait mieux à la vision qu'avait la production du personnage. Plus tard, elle a auditionné pour les rôles d'Esme, dans Le Règne des Cybermen, première partie et deuxième partie, et pour le rôle d'Adeola Oshodi dans L'Armée des ombres (Doctor Who). Esme a finalement été coupée du script final, mais Agyeman jouera Adeola.[réf. nécessaire][pertinence contestée]
Elle incarne le personnage de Martha Jones, compagnon de Doctor Who de 2007 à 2008. Elle reprend son rôle dans la série dérivée Torchwood en 2008 et réapparaît dans Doctor Who en 2008 et 2010.
En 2008, elle est également apparue dans Survivors. Son personnage est tué dans le premier épisode. Elle a également obtenu un rôle principal dans la pièce radiophonique Torchwood, Lost Souls.
De 2009 à 2012, elle tient le rôle d'Alesha Philipps dans la série Londres, police judiciaire.
De 2013 à 2014, elle tient l'un des rôles principaux dans la série américaine The Carrie Diaries avec Austin Butler et AnnaSophia Robb. Le 8 mai 2014, The CW annonce que la série est officiellement annulée.
De 2015 à 2018, elle a incarné Amanita « Neets » Caplan, la petite amie de Nomi, dans la série Sense8 créée par J. Michael Straczynski, Lilly et Lana Wachowski aux côtés de Anupam Kher et Naveen Andrews. Le 1er juin 2017, Netflix annonce l'annulation de la série quelques semaines après la mise en ligne de la deuxième saison.
Depuis 2018, elle est à l'affiche de la nouvelle série médicale, New Amsterdam créée par David Schulner et basée sur le livre Twelve Patients d'Eric Manheimer, diffusée depuis le 25 septembre 2018 sur le réseau NBC. Elle y interprète le Dr Helen Sharpe, la chef du service oncologie de l'un des plus vieux hôpitaux des États-Unis aux côtés de Ryan Eggold, Janet Montgomery, Jocko Sims, Tyler Labine et son ancien co-star de Sense8, Anupam Kher.

## Filmographie

### Cinéma
- 2004 : Aisha the American d'Emily Abt (Court-métrage) : Shaheen
- 2006 : Rulers and Dealers de Stephen Lloyd Jackson : Nana
- 2006 : North v South de Steven Nesbit : Penny
- 2017 : Le Dîner des vampires (Eat Locals) de Jason Flemyng : Angel
- 2021 : Matrix Resurrections de Lana Wachowski : Astra

### Télévision
- 2003 : Crossroads : Lola Wise
- 2004 : Casualty de Jeremy Brock et Paul Unwin : Kate Hindley (saison 19, épisode 17)
- 2004 : The Bill de Menhaj Huda : Jenna Carter (saison 20, épisode 52)
- 2005 : Septième Ciel de Joss Agnew et Marcus D.F. White : Girl 1 (saison 2, épisode 26)
- 2005 : Affaires non classées de Andy Hay : Mary Ogden (saison 9, épisode 3)
- 2006 : Doctor Who de Russell T Davies : Adeola Oshodi (saison 2, épisode 12)
- 2006 : The Bill de Richard Standeven : Shakira Washington (saison 22, épisodes 11 et 12)
- 2007 : Doctor Who: The Infinite Quest de Gary Russell : Martha Jones (Voix) (Téléfilm)
- 2008 : Torchwood de Russell T Davies : Martha Jones (saison 2, épisodes 6, 7 et 8)
- 2008 : La Petite Dorrit de Adam Smith, Dearbhla Walsh et Diarmuid Lawrence : Tattycoram (10 épisodes)
- 2008 : Survivors de Adrian Hodges : Jenny Walsh (Saison 1, épisodes 1 et 5)
- 2006-2010 : Doctor Who de Russell T Davies : Martha Jones (19 épisodes)
- 2009-2011 : Londres, police judiciaire : substitut du procureur Alesha Phillips (saisons 1 à 6 - 39 épisodes)
- 2013 : Rubenesque de Annie Griffin : Trudy (Téléfilm)
- 2013-2014 : The Carrie Diaries de Amy Harris : Larissa Loughlin (26 épisodes)
- 2013-2015 : Old Jack's Boat (en) de Iwan Watson : Shelly Periwinkle (27 épisodes)
- 2015-2018 : Sense8 de J. Michael Straczynski, Lilly Wachowski et Lana Wachowski : Amanita « Neets » Caplan (23 épisodes)
- 2018–2022 : New Amsterdam : Dr Helen Sharpe (rôle principal)

## Distinctions

### Récompenses
- 2007 : Screen Nation Awards de la Star TV féminine préférée dans une série télévisée fantastique pour Doctor Who
- CinEuphoria Awards (es) 2020 : Lauréate du Prix d'Honneur Freedom of Expression de meilleure série télévisée dramatique pour New Amsterdam partagée avec Michael Slovis (Réalisateur), David Schulner (Producteur), Eric Manheimer (Auteur), David Foster (Scénariste), Mansa Ra (Scénariste), Leah Nanako Winkler (Scénariste) et Kathleen Chalfant (Actrice)

### Nominations
- 2011 : TV Quick Awards de la meilleure actrice dans une série télévisée dramatique pour Londres, police judiciaire
- 2007 : Festival de Télévision de Monte-Carlo de la meilleure actrice dans une série télévisée de science-fiction pour Doctor Who
- 2007 : National Television Awards de l'actrice la plus populaire dans une série télévisée de science-fiction pour Doctor Who
- 2007 : TV Quick Awards de la meilleure actrice dans une série télévisée de science-fiction pour Doctor Who
- 2016 : National Film Awards de meilleure actrice pour North v South
- 2020 : Hollywood Critics Association Television Awards de meilleure actrice dans une série télévisée dramatique pour New Amsterdam